# Crella
Crella är ett släkte av svampdjur. Crella ingår i familjen Crellidae.

## Dottertaxa tillCrella, i alfabetisk ordning[1][2]
- Crella acanthosclera
- Crella aceratospiculum
- Crella affinis
- Crella akraleitae
- Crella alba
- Crella albula
- Crella atra
- Crella basispinosa
- Crella brunnea
- Crella caespes
- Crella carnosa
- Crella chelifera
- Crella commensalis
- Crella compressa
- Crella crassa
- Crella cyathophora
- Crella digitifera
- Crella dispar
- Crella donsi
- Crella elegans
- Crella erecta
- Crella fallax
- Crella fristedi
- Crella fusifera
- Crella gelida
- Crella gergensteini
- Crella gracilis
- Crella guernei
- Crella hanseni
- Crella hospitalis
- Crella incrustans
- Crella jaegerskioeldi
- Crella linguifera
- Crella mamillata
- Crella mollior
- Crella nodulosa
- Crella novaezealandiae
- Crella papillata
- Crella papillosa
- Crella pertusa
- Crella plana
- Crella polymastia
- Crella pulvinar
- Crella pyrula
- Crella richardi
- Crella ridleyi
- Crella rosea
- Crella rubiginosa
- Crella schottlaenderi
- Crella shimonii
- Crella sigmata
- Crella spinosa
- Crella spinulata
- Crella stylifera
- Crella topsenti
- Crella triplex
- Crella tubifex
- Crella ula